# John A. Durkin
John Anthony Durkin (29 de marzo de 1936 - 16 de octubre de 2012) fue un senador demócrata de New Hampshire desde 1975 hasta 1980. 
Durkin se graduó de la Escuela Secundaria de San Juan en 1954. Durkin se graduó de la Universidad de la Santa Cruz en 1959 y Georgetown University Law Center en 1965 Fue asistente del fiscal general de Nueva Hampshire 1966-1968 y el comisionado de seguros del estado de 1968 a 1973.
Durkin murió el 16 de octubre de 2012 en el Hospital Regional de Franklin en Franklin, Nueva Hampshire después de una breve enfermedad. Le sobreviven sus tres hijos: John, Andrea y Sheilagh y sus cónyuges e hijos. Tenía 76 años.